# Font de Fontanet (Abella de la Conca)

La Font de Fontanet, respecte del terme d'Abella de la Conca

La Font de Fontanet és una font del terme municipal d'Abella de la Conca, a la comarca del Pallars Jussà.
Està situada a 952 metres d'altitud, a llevant de les ruïnes de Casa Fontanet. És a l'esquerra del barranc de la Vall, al sud de la Cabana de Llenasca i al sud-oest de la Masia Gurdem. Es troba a la dreta del riu d'Abella, sota i a migdia dels Camps de Gurdem.

## Etimologia
La font pren el nom de la propera Casa Fontanet, a la qual subministrava aigua.